# Marichen Nielsen
Marichen Johanne Nielsen (ur. 18 lutego 1921 w Aabenraa, zm. 8 kwietnia 2014 w Åbyhøj, część Aarhus) – duńska polityk, deputowana Folketingetu i posłanka do Parlamentu Europejskiego.

## Życiorys
Córka kamieniarza W. Flade i polityk Erny Flade. W 1938 ukończyła szkołę realną, następnie zdała egzamin w zawodzie asystentki sprzedaży. Początkowo pracowała jako asystentka bankowa i w organizacji DUI działającej na rzecz dzieci i rodzin, w drugiej połowie lat 40. zajęła się wychowywaniem dzieci. Od 1952 działała w strukturach związanych z Socialdemokraterne, początkowo jako kierowniczka szkół wieczorowych, następnie jako sekretarz ds. lokalnych organizacji kobiecych. Później zatrudniona jako doradca w urzędzie pracy i w administracji miejskiej Aarhus.
W latach 1971–1973 posłanka do Folketingetu. Od stycznia do grudnia 1973 oddelegowana do Parlamentu Europejskiego, należała do frakcji socjalistycznej. W latach 1974–1986 reprezentowała związki zawodowe w Europejskim Komitecie Ekonomiczno-Społecznym.
Od 1947 zamężna, miała trójkę dzieci.